# Lillsjön (Eds socken, Ångermanland)
Lillsjön är en sjö i Sollefteå kommun i Ångermanland och ingår i Ångermanälvens huvudavrinningsområde. Sjön har en area på 0,111 kvadratkilometer och ligger 232,3 meter över havet.

## Delavrinningsområde
Lillsjön ingår i det delavrinningsområde (702411-157960) som SMHI kallar för Utloppet av Lillsjön. Medelhöjden är 253 meter över havet och ytan är 0,79 kvadratkilometer. Det finns inga avrinningsområden uppströms utan avrinningsområdet är högsta punkten. Vattendraget som avvattnar avrinningsområdet har biflödesordning 5, vilket innebär att vattnet flödar genom totalt 5 vattendrag innan det når havet efter 48 kilometer. Avrinningsområdet består mestadels av skog (75 procent). Avrinningsområdet har 0,11 kvadratkilometer vattenytor vilket ger det en sjöprocent på 13,8 procent.